# Sint-Aubertus (godshuis en begijnhof)
Sint-Aubertus of Sint-Obrecht was de naam van een Brugs begijnhof (XIIIde - XVIIde eeuw) dat tegelijk als godshuis, passantenhuis en infirmerie dienstdeed.

## Geschiedenis
De heilige Obrecht of Aubertus, bisschop van Kamerijk (ca. 600 -  Kamerijk, 13 december 669) was niet alleen de patroonheilige van de bakkers, maar werd ook vereerd in de middens van de begijnen. In Gent bestond het Begijnhof Sint-Aubertus (Poortacker).
Vanaf het begin van de dertiende eeuw, alleszins voor 1220, bestond er in de Langestraat een passantenhuis of klein ziekenhuis dat behoorde tot het Begijnhof Sint-Aubertus. Het ontstond buiten de veilige stadsomwalling en zou pas decennia later (in 1297) de aanleg kennen van de tweede Brugse omwalling en de bouw van de Kruispoort. Het was een van de ongeveer tien 'kleine begijnhoven' die in of rond Brugge tot stand kwamen. Net zoals het Prinselijk Begijnhof Ten Wijngaerde, werd Sint-Aubertus in bescherming genomen in 1271 door de gravin van Vlaanderen, Margaretha van Constantinopel. Het werd verder beschermd door de graven van Vlaanderen en de hertogen van Bourgondië. De kapel en het eigen kerkhof kwamen er in 1326 met de goedkeuring van graaf Lodewijk II van Nevers (1304-1346).
Sint-Aubertus werd bestuurd door een Meesteresse en door een paar commissarissen die werden benoemd door de graaf. In 1490 werden de bewoners van het godshuis De Colonna, dat zijn deuren sloot, naar Sint-Aubertus overgebracht.
De begijnen bleven het godshuis-ziekenhuis verder besturen tot in het begin van de zeventiende eeuw. Toen was het gezelschap stilaan aan het uitsterven en bleven er nog maar vier begijnen over. Een twaalftal grauwzusters van Aardenburg hadden in de leegstaande gebouwen onderdak gevonden. Van het opvangen van reizigers of het verzorgen van zieken was toen geen sprake meer. Met een akte van 18 maart 1609 wezen de aartshertogen Albrecht en Isabella het Sint-Aubertusgeheel aan de kartuizers van Genadedal toe. De voorwaarde was dat de kartuizers een nieuwe huisvesting moesten vinden voor de begijnen en de grauwzusters en er in hun onderhoud moesten voorzien. De zusters verhuisden naar het refugehuis in de Carmersstraat, waar de kartuizers hadden gewoond, en met min of meer goed gevolg zorgden de kartuizers er voor hun onderhoud.
In 1610 betrokken de kartuizers de vroegere infirmerie van het complex en ze moesten al direct heel wat werken uitvoeren aan het in relatief verval verkerende gebouw. In de volgende jaren voerden de monniken een uitgebreid bouwprogramma uit, dat de verdwijning inhield van de vroegere Sint-Aubertusgebouwen.